# Kanton Valence-d'Albigeois
Kanton Valence-d'Albigeois (francouzsky Canton de Valence-d'Albigeois) je francouzský kanton v departementu Tarn v regionu Midi-Pyrénées. Tvoří ho 14 obcí.

## Obce kantonu
- Assac
- Cadix
- Courris
- Faussergues
- Fraissines
- Lacapelle-Pinet
- Lédas-et-Penthiès
- Le Dourn
- Padiès
- Saint-Cirgue
- Saint-Julien-Gaulène
- Saint-Michel-Labadié
- Trébas
- Valence-d'Albigeois